# Marente de Moor
Marente de Moor (La Haia, 1972) és una novel·lista i periodista neerlandesa. Ha publicat tres novel·les i dues col·leccions de columnes. Va guanyar el AKO Literatuurprijs (2011) i el Premi d'Unió Europea per a Literatura (2014) per la seva novel·la De Nederlandse maagd (2010).

## Biografia
Marente de Moor va néixer el 1972 a la Haia (Països Baixos). És filla de l'escriptora i professora de piano Margriet de Moor (nascuda el 1941) i de l'artista visual Heppe de Moor (1938–1992). Va estudiar literatura i Llengües eslaves a la Universitat d'Amsterdam graduant-se el 1999. Va residir a Rússia entre 1991 i 2001.
De Moor era un columnista para De Groene Amsterdammer. Una col·lecció de les seves columnes en De Groene va estar publicat com Petersburgse Vertellingen el 1999. Des de 2009, és una columnista per Vrij Nederland (VN). Una col·lecció de les seves columnes en VN es va publicar com Kleine vogel, grotre man, l'any 2013.
El seu debut en la ficció va ser la novel·la De overtreder el 2007. En segon lloc De Nederlandse maagd va estar publicat el 2010 i va guanyar el AKO Literatuurprijs de l'any 2011 i el Premi de la Unió Europea per a Literatura el 2014. La seva tercera novel·la Roundhay, tuinscène  va estar publicada el 2013.

## Premis
- AKO Literatuurprijs (2011) per De Nederlandse maagd[5]
- Premi de la Unió Europea per a Literatura (2014) per De Nederlandse maagd[6]

## Obres
- (1999) Petersburgse vertellingen, columnes
- (2007) De overtreder, novel·la
- (2010) De Nederlandse maagd, novel·la
- (2013) Roundhay, tuinscène, novel·la
- (2013) Kleine vogel, grote man, columnes
- (2015) Gezellige verhalen, contes